# Anđeli garava lica
Anđeli garava lica (eng. Angels With Dirty Faces) je poznati gangsterski film  Michaela Curtiza iz 1938. u kojem glume James Cagney, Humphrey Bogart, Pat O'Brien i The Dead End Kids.

## Radnja
Rocky Sullivan (James Cagney) i Jerry Connally (Pat O'Brien) dvojica su prijatelja iz četvrti koji su kao djeca opljačkali jedan vagon obližnjeg vlaka. Rocky je uhvaćen, dok je Jerry pobjegao. Rocky, koji poslije toga poslan u popravni dom, postaje zloglasni gangster, dok je Jerry postao svećenik.
Rocky se vraća u staru četvrt, u kojoj Jerry vodi dom koji pruža utočište dječacima kako bi ih odvratilo od kriminala. Šest dječaka, Soapy (Billy Halop), Swing (Bobby Jordan), Bim (Leo Gorcey), Patsy (Gabriel Dell), Crabface (Huntz Hall) i Hunky (Bernard Punsly), u Rockyju vide svog uzora, a Jerry pokušava odvojiti Rockyja od njih kako ih ne bi krivo usmjerio.
Rocky ulazi u posao s Frazierom (Humphrey Bogart), korumpiranim odvjetnikom, i Keeferom (George Bancroft), sumnjivim općinskim poduzetnikom. Pokušavaju angažirati Rockyja, ali on pronalazi knjige u kojima se nalazi popis korumpiranih gradskih čelnika. Jerry saznaje za ove događaje i savjetuje Rockyju da pobjegne prije nego što obavijesti policiju. Rocky ignorira njegov savjet, a Jerry privlači pozornost javnosti objavivši imena korumpiranih čelnika, što izaziva Fraziera i Keefera da ga ubiju. Kad je saznao za zavjeru, Rocky ubija obojicu kako bi zaštitio prijatelja iz djetinjstva.
Rocky je uhićen i osuđen na smrt. Jerry ga posjećuje neposredno prije izvršenja kazne i zamoli ga za posljednju uslugu, da umre glumeći plačljivog kukavicu, kako bi dječaci prestali u njemu gledati svog uzora. Odbija, ali u zadnjim trenucima se predomišlja te ga čuvari moraju vući prema električnoj stolici. Dječaci u novinama čitaju kako je Rocky umro kao kukavica i odlaze s Jerryjem na misu.

## Glumci
- James Cagney - Rocky Sullivan
- Pat O'Brien - otac Jerry Connelly
- Humphrey Bogart - Jim Frazier
- Ann Sheridan - Laury Ferguson
- George Bancroft - Mac Keefer
- Billy Halop - Soapy
- Bobby Jordan - Swing
- Leo Gorcey - Bim
- Gabriel Dell - Pasty
- Huntz Hall - Crab
- Bernard Punsly - Hunky
- Joe Downing - Steve
- Edward Pawley - čuvar Edwards
- Adrian Morris - Blackie
- Frankie Burke - William 'Rocky' Sullivan, kao dječak
- William Tracy - Jerome 'Jerry' Connelly, kao dječak

## Nagrade i nominacije
James Cagney dobio je 1939. nagradu njujorških kritičara za najbolju ulogu. Osim toga, film je bio nominiran za Oscare za najboljeg glavnog glumca (James Cagney), režiju, scenarij i originalnu priču.

## Vanjske poveznice
- Anđeli garava lica u internetskoj bazi filmova IMDb-a
- DVD Journal review